# 康斯坦丁·奥尔泰亚努
康斯坦丁·奥尔泰亚努（羅馬尼亞語：Constantin Olteanu；1928年7月5日—2018年5月1日），罗马尼亚人民军上将，罗马尼亚共产党中央政治执行委员会委员、中央书记处书记兼中央对外联络和国际经济合作部部长，罗马尼亚国国防部长。

## 生平
1928年，出生于登博维察县的武尔尼亚-潘德莱乡。1943年，赴布加勒斯特，在罗马尼亚航空设计企业（ICAR）的飞机制造厂当学徒。1947年，入团。 1949年，参军入伍，12月，毕业于罗马尼亚伊内乌第一军事政治学校，被授予坦克兵中尉军衔，分配到装甲坦克兵部队担任宣传教官和政治干事。1952年，晋升为上尉。1953年，入党。8月，在“格奥尔基·乔治乌-德治”装甲兵和机械化兵军事学院装甲兵系学习。1955年，晋升为大尉。
1956年，在布加勒斯特军事政治学院任历史系实习讲师。1957年，任罗马尼亚武装部队总政治部监察员和教官。1959年，毕业于布加勒斯特大学历史系，获历史学学士学位，晋升为少校。1960年，在罗马尼亚工人党中央军事和司法事务部工作。1962年，指挥、政治、后勤、技术四所学院合并为布加勒斯特综合军事学院。1964年，任罗马尼亚武装部队最高政治委员会首席教官，晋升为中校，获世界历史学博士学位。8月，任罗共中央组织部驻武装部队部、内务部和司法部工作组副组长。1965年，任“斯特凡·乔治乌”社会政治经济教育学院兼职讲师。
1967年，任武装部队部监察司司长。1968年，任罗共中央组织部驻武装部队部、内务部和司法部工作组组长。1969年，被晋升为上校。1971年，晋升为人民军少将。1973年，任罗共中央军事和司法事务部副部长。1974年，罗共十一大，为罗共中央候补委员。1978年，任罗共中央军事和司法事务部部长。1979年，任罗马尼亚爱国卫队参谋长，同时担任罗共中央总书记尼古拉·齐奥塞斯库的军事顾问。4月，任罗马尼亚社会主义共和国国防委员会委员。11月，罗共十二大，为罗共中央委员。
1980年，任罗马尼亚社会主义共和国国防部长。1981年，在罗共中央全会上被增选为罗共中央政治执行委员会候补委员。8月，晋升为人民军中将，12月，随齐奥塞斯库在莫斯科参加华沙条约组织政治协商委员会会议，在讨论讨论1980——1981年波兰危机的会议上，力主反对武装干涉波兰，使罗马尼亚顶住苏联压力，拒绝签署协议。1982年，晋升为人民军上将。 
1983年，在罗马尼亚共产党中央委员会全体会议上被提升为罗共中央政治执行委员会委员。1984年，罗共十三大，仍为党中央政治执委会执委。1985年，任罗马尼亚共产党布加勒斯特市委员会第一书记兼布加勒斯特市人民委员会执行委员会主席。1986年，为罗马尼亚社会主义共和国国务委员会委员。1988年，任罗马尼亚共产党中央委员会书记处书记兼中央宣传鼓动部部长，分管宣传工作。1989年，兼任中央对外联络和国际经济合作部部长，分管对外关系。11月，罗共十四大，仍为罗共中央政治执行委员会委员、中央书记处书记兼中央对外联络和国际经济合作部部长。
1989年，罗马尼亚革命，采纳了第10机械化步兵师参谋长扬·乔亚拉中校向他建议没有动用军事干预“让示威者和平离开”，之后被逮捕监禁。1991年，被释放。1992年，再度被捕入狱，判处有期徒刑11年零6个月。1994年，罗马尼亚总统签署特赦令，被释放。1996年，任布加勒斯特斯彼鲁·哈雷特大学历史系教授。1999年，负责审核毕业论文和讲授十九至二十世纪罗马尼亚对外军事关系史、1939年至1945年第二次世界大战史。2018年5月1日，逝世，享壽89歲。

## 著作
- 《突击堡垒：独立战争英雄》（1969年）
- 《国旗下的四十年：亚历山德鲁·切尔纳特将军》（1971年）
- 《1947年：罗马尼亚革命性的变化的一年》（1972年）
- 《罗马尼亚共产党在军队中的工作：1921年至1944年》（1974年）
- 《人民群众在独立战争中》（1977年）
- 《突击堡垒：独立战争英雄》（1977年）
- 《罗马尼亚军队参加1877-1878年独立战争编年史》（1977年）
- 《罗马尼亚军事强国思想研究的贡献》（1979年）
- 《罗马尼亚共产党的国防构想》（1982年）
- 《工人运动，社会主义，民主运动，罗马尼亚共产党和罗马尼亚国土防御：年表》（1983年）
- 《尼古拉·齐奥塞斯库同志捍卫社会主义祖国独立的政治-军事思想》（1983年）
- 《在1944年8月革命中的罗马尼亚军队》（1984年）
- 《国家军事学说的内容和特点》（1984年）
- 《罗马尼亚军事体制的演变》（1986年）
- 《罗马尼亚在1877-1878年独立战争》
- 《罗马尼亚在第一次世界大战期间》
- 《历史的家园-我们的军事思想发展的不竭源泉》
- 《我国常备军的起源》
- 《决定军队作战能力的主要因素》
- 《1919—1940年罗马尼亚军队的社会职能的观点》
- 《1877—1878年独立的战争中的罗马尼亚军事艺术》
- 《罗马尼亚黑海沿岸防御 - 在罗马尼亚境内的战略防御要点》
- 《历史地看待政治军事联盟》（1996年）
- 《1877—1878年独立战争中的罗马尼亚军事指挥》（1998年）
- 《罗马尼亚 -在华沙条约组织中的一个独特的声音：回忆1980-1985》（1999年）
- 《布加勒斯特历史文件：市长日记》（2004年）
- 《罗马尼亚和华沙条约组织：历史。证词。文件。年表》（2005年）
- 《“人的一生。与记者丹·康斯坦丁的对话”》（2012年）